# Беляев, Иван Дмитриевич
Иван Дмитриевич Беля́ев (1810—1873) — ординарный профессор Императорского Московского университета по кафедре русского законодательства; историк, автор трудов о ратном деле в средневековой Руси.

## Биография
Родился в семье московского священника, учился в духовных школах (Дмитровское уездное училище, Московская духовная семинария), но в августе 1829 года был исключён из семинарии «по безуспешности и собственному желанию». Уже через месяц он поступил в Московский университет — на отделение (факультет) нравственных и политических наук, курс которого окончил со степенью кандидата в 1833 году. Нуждаясь в средствах для существования, в феврале 1834 года поступил на службу в Московскую синодальную контору. Здесь он прослужил почти 10 лет, а 27 июля 1844 года назначен на должность Правителя дел к Инспектору Московских Сенатских Архивов. 29 декабря того же года он был причислен к Департаменту Министерства Юстиции с оставлением при прежней должности, а 30 августа 1845 года командирован в Московский Сенатский Архив, в Архив старых дел и в Вотчинный Департамент с поручением приискать указы и другие узаконения, не вошедшие в состав Первого Полного Собрания Законов Российской Империи.
10 марта 1848 года, по определению министра юстиции, Беляеву, как специалисту по архивным делам, было дано другое поручение — разобрать и привести в порядок собрание 1700 древних грамот Коллегии Экономии. 4 ноября того же года он был назначен советником в Московский Государственный Архив, а с 1 мая 1849 года, оставаясь в прежней должности, был определен в члены Комиссии для печатания официальных и частных разрядных книг. С 1852 года начинается его почти исключительно ученая и профессорская деятельность: 29 декабря 1852 года он был назначен исправляющим должность адъюнкта по кафедре истории русского законодательства в Московском университете. По защите диссертации Беляев был определен ординарным профессором по той же кафедре; в последние годы своей профессорской деятельности он исполнял обязанности секретаря совета юридического факультета; профессором он оставался до 1873 года, до времени своей смерти. Был похоронен на Даниловском кладбище; могила утрачена.

## Ученая деятельность
Ученая деятельность Беляева началась задолго до профессорства. Ещё будучи в Университете, Беляев, отчасти под влиянием Погодина, с увлечением занимался русской историей. Поступив на службу в архивы, он, по его собственным словам, читал и зачитывался архивными документами, приходя раньше и уходя позднее всех других сослуживцев. Во время своей службы им было прочитано более 20000 юридических актов, старых книг, грамот и столбцов, писанных в разное время руками старых подьячих. Кроме того, Беляев более 10 лет занимался в Древнехранилище Погодина, где составлял реестр рукописей и древних монет. Благодаря многолетнему непосредственному знакомству с первоисточниками Беляев приобрел обширные знания о фактической стороне русской истории.
Его литературная деятельность началась с 1842 года, когда он стал помещать в «Москвитянине» (в отделе критики) небольшие рецензии и заметки. Но уже с 1846 года он помещает свои исследования в «Чтениях Моск. Общ. истории и древностей российских»; его труды касались довольно разнообразных предметов, например монетной системы в древней Руси, военной организации в Московском государстве, летописей и т. п. За учёные заслуги Беляев 3 июня 1846 года был избран в действительные члены Общества истории и древностей, а с 1848 года, после увольнения О. М. Бодянского (профессора Университета и секретаря Общества), он был трижды избираем в секретари Общества; в этом звании он состоял до 1858 года, когда Бодянскому открылась возможность занять своё прежнее положение. Беляев вместо закрытых «Чтений» стал издавать под своей редакцией «Временник» по плану, им разработанному и одобренному Обществом. Он проредактировал 25 книг «Временника». В них Беляев помещал и свои многочисленные исследования по самым разнообразным историко-юридическим вопросам, здесь же им были изданы очень многие важные памятники древности.
22 апреля 1848 года был избран в члены Одесского Общества истории и древностей, а 29 декабря 1850 года — Императорского Русского Географического Общества. Беляев был также членом Археографической Комиссии и Общества Любителей Естествознания, где потом был председателем Антропологического Отдела.
В 1858 году Беляев защищал в Московском Университете диссертацию на степень магистра: «О наследстве без завещания по древним русским законам до Уложения царя Алексея Михайловича», М., 1858 г. Факультет о его работе дал очень лестный отзыв. Вскоре же (в 1860 г.) получил степень доктора за другое своё исследование: «Крестьяне на Руси. Исследование о постепенном изменении значения крестьян в русском обществе», М., 1860 г. В то же время, начиная с 1850-х гг., он участвовал во многих славянофильских изданиях: «Москвитянине», «Русской беседе», «Дне», альманахах и «Московском Сборнике», а также и в других весьма многочисленных повременных изданиях. Здесь, например, Беляев принимал горячее участие в известном споре славянофилов и западников о сельской общине (см. его статьи в «Русской беседе»).
После исследования о крестьянах Беляев задумал обширный труд, где хотел представить всю русскую историю в её целости, преимущественно с бытовой и правовой стороны. Труд этот — «рассказы по русской истории»; ими с особенной любовью занимался автор в продолжение более 10 лет. Но работа осталась далеко незаконченной: были выпущены только 4 книжки (последняя оканчивается историей Северо-западной Руси до Люблинской унии), так что автору не удалось даже более или менее обстоятельно выяснить роль Москвы, этой, по мнению славянофилов, колыбели исконно русских начал.
Наряду с главным трудом Беляев в то же время занимался разработкой и других вопросов науки, помещая свои исследования в «Православном Обозрении», «Душеполезном Чтении», «Русской Старине», «Известиях Академии Наук», «Русском Вестнике», «Журнале Министерства Юстиции», «Юридическом Журнале», «Зрителе» и др. Во время своей литературной деятельности Беляев напечатал многочисленные разборы сочинений: Гладкова, Горчакова, Забелина, Иванишева, Лешкова, Осокина, Павлова, Погодина и др.
Воен. критика особенно сочувственно встретила появление второго из них, назвав его «откровением»; «Воен. Журн.» (1846 г., № IV) не только сделал обширное извлечение из него, но подчеркнул, что автор собрал в нём «множество занимат. подробностей о нашем старин. ратн. деле, и труде его, во всяком случае, достоин уважения, как пособие и источник для будущего историка русского войска». Основатель кафедры истории рус. воен. искусства, Д. Ф. Масловский, считал, что труды Б. «О русском войске» и «О сторожевой, станичной и полевой службе» остаются и «поныне во многих случаях основными, благодаря строго-научному и документально точному приему исследования воен.-администрат. отдела».
По своему научному направлению Беляев принадлежал к школе славянофилов. Он был в самых дружеских отношениях с Хомяковым, Аксаковыми и Киреевскими. Славянофильские тенденции всегда сквозили в его работах. По словам Барсова, из всех лиц, принадлежавших к славянофильской школе, никто так тщательно не воскрешал былого, никто так ревностно не допрашивал духа жизни в его истории, в старине, как Беляев. Несмотря на юридическое образование, Беляев был скорее историком, чем юристом. Громадная начитанность нередко подавляла его, так что он не мог систематически разобраться в вопросе своего исследования. Чисто русская разбросанность в Беляеве сказывалась в том, что он брался за самые разные вопросы русской истории и написал бесчисленное количество статей из разных областей исторической науки, так что был прав Погодин, когда советовал ему не разбрасываться, а сосредоточиться на одном каком-либо предмете.
Беляев в течение многих лет ревностно занимался собиранием книг, древних рукописей и отдельных актов. После него осталась довольно значительная библиотека. Она состояла из 2425 тт. исторических и историко-юридических книг, из собрания летописей, сборников, хронографов, разнообразных актов, книг разрядных, расходных, дел приказных и т. п.; всего в этом собрании было 257 номеров памятников древнего периода (1404—1613 гг.) и до 2½ тысячи актов более позднего происхождения (1613—1725 г.). «Коллекция эта — единственная в своем роде, имеет, кроме историко-юридического значения, высокий палеографический и дипломатический интерес». Она была приобретена Московским Румянцевским Музеем, где и хранится, и описана Лебедевым. Туда же поступили собственноручные работы и бумаги Беляева (ученые статьи и копии актов). Хотя многим из собранных материалов воспользовался сам Беляев, но далеко не всем. Последующие ученые: А. Г. Ильинский, В. О. Ключевский, Мрочек-Дроздовский, о. М. И. Горчаков, С. Ф. Платонов и др. в своих исследованиях пользовались документами, собранными Беляевым (Описание его собрания актов см. в Отчете Румянцевского музея, 1873—1875 гг., 15—25, и Собрание историко-юридических актов И. Д. Беляева, опис. Д. Лебедевым, М., 1881).

## Личные качества
В своей личной жизни Беляев был человеком добрым, отзывчивым и необыкновенно религиозным. Так, он ежедневно ходил к церковной службе. Происходя сам из духовного звания, он к духовенству относился с большим уважением и ратовал за его нужды. Родственники, друзья и знакомые вспоминали о нём с необыкновенной теплотой. По вечерам в четверги обыкновенно собирались у него знакомые и проводили время в дружеской беседе. По отношению к студентам Беляев был самым доступным и добрым профессором. Правда, вечно занятый своей работой по архивам, он вначале производил на них впечатление большого чудака и оригинала; лекции его, произносимые медленно и монотонно, казались некоторым невыносимо скучными, но при более близком знакомстве с ним в этом невзрачном профессоре находили очень доброго человека. По словам одного из его учеников, студенты привыкли по самым разнообразным делам факультета обращаться не к кому другому, как к Беляеву. Они и не забыли своего профессора: при похоронах (22 ноября 1873 г.) студенты несли его на своих руках от университетской церкви на далекое Даниловское кладбище, а один из его учеников (Куперник, московский присяжный поверенный) сказал задушевную прощальную речь.